# Abat
|  | Per a altres significats, vegeu «Manuel Abat». |

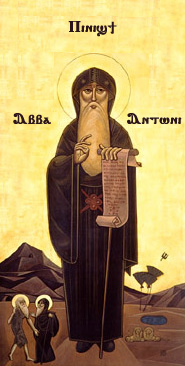
Sant Antoni Abat.

L'abat (de l'arameu ababa, que significa «pare», és el títol amb què es designa el mestre de la vida espiritual d'una abadia o el superior d'un monestir abat al cristianisme i al budisme. En les comunitats femenines la superiora rep el nom d’abadessa. Acostuma a ser elegit, segons la regla de sant Benet, per votació dels membres de la comunitat. Duu insígnies que representen la seua primacia abacial, com ara la creu pectoral, el bàcul, l'anell, o la mitra (un abat mitrat era un abat que usava insígnies pontificals). També reben aquest títol de manera honorífica els preveres triats per a presidir un consell catedralici. L'abat coadjutor és aquell elegit per ajudar l'abat d'un monestir en les seves tasques. El substitueix en cas de malaltia o vellesa.
Durant els tres primers segles del cristianisme s'anomenava abat al practicant de l'ascetisme més experimentat que fa de guia als altres.
DD'ençà el segle v, amb l'aplicació generalitzada de la Regla de Sant Benet es configurà com una institució jurídica eclesiàstica, de caràcter vitalici normalment, en què es demanava l'ordenació sacerdotal de l'abat, el cap jurídic d'un monestir. D'ençà aleshores, l'abat és la persona que té la principal responsabilitat dins d'una comunitat religiosa o d'una col·legiata i és qui en nomena tots els càrrecs. Actua només segons l'Evangeli i la regla monàstica del monestir i des de l'edat mitjana és independent de la diòcesi en els aspectes de la disciplina regular. Avui dia la seva autoritat és moderada per la resta del capítol de monjos, que l'elegeix.
Dins el cristianisme Jeroni d'Estridó criticà negativament l'ús de la paraula abat per part dels eclesiàstics cristians perquè afirmava que Jesucrist el volia només per a referir-se a son pare.